# Пайнгерст (Айдахо)
Пайнгерст (англ. Pinehurst) — місто в окрузі Шошоні, штат Айдахо, США. Згідно з переписом 2010 року населення становило 1619 осіб, що на 42 особи менше, ніж 2000 року.

## Географія
Пайнгерст розташований за координатами 47°32′11″ пн. ш. 116°13′54″ зх. д. / 47.53639° пн. ш. 116.23167° зх. д. (47.536314, -116.231746).  За даними Бюро перепису населення США в 2010 році місто мало площу 2,71 км², з яких 2,71 км² — суходіл та 0,00 км² — водойми.

## Демографія

### Перепис 2010 року
За даними перепису 2010 року, у місті проживало 1 619 осіб у 721 домогосподарствах у складі 458 родин. Густота населення становила 595,3 ос./км². Було 810 помешкань, середня густота яких становила 297,8/км². Расовий склад міста: 96,4 % білих, 0,1 % афроамериканців, 1,0 % індіанців, 0,8 % азіатів, 0,2 % інших рас, а також 1,5 % людей, які зараховують себе до двох або більше рас. Іспанці та латиноамериканці незалежно від раси становили 3,5 % населення.
Із 721 домогосподарства 26,5 % мали дітей віком до 18 років, які жили з батьками; 51,0 % були подружжями, які жили разом; 7,8 % мали господиню без чоловіка; 4,7 % мали господаря без дружини і 36,5 % не були родинами. 31,9 % домогосподарств складалися з однієї особи, у тому числі 19,1 % віком 65 і більше років. У середньому на домогосподарство припадало 2,25 мешканця, а середній розмір родини становив 2,81 особи.
Середній вік жителів міста становив 45,8 року. Із них 21,8 % були віком до 18 років; 6,6 % — від 18 до 24; 20,5 % від 25 до 44; 27,4 % від 45 до 64 і 23,7 % — 65 років або старші. Статевий склад населення: 48,0 % — чоловіки і 52,0 % — жінки.
Середній дохід на одне домашнє господарство  становив 45 445 доларів США (медіана — 35 714), а середній дохід на одну сім'ю — 57 346 доларів (медіана — 51 550). За межею бідності перебувало 11,0 % осіб, у тому числі 10,4 % дітей у віці до 18 років та 6,3 % осіб у віці 65 років та старших.
Цивільне працевлаштоване населення становило 696 осіб. Основні галузі зайнятості: освіта, охорона здоров'я та соціальна допомога — 26,4 %, роздрібна торгівля — 24,0 %, мистецтво, розваги та відпочинок — 8,6 %, науковці, спеціалісти, менеджери — 7,5 %.

### Перепис 2000 року
За даними перепису 2000 року, у місті проживало 1 661 осіб у 720 домогосподарствах у складі 495 родин. Густота населення становила 593,8 ос./км². Було 773 помешкання, середня густота яких становила 276,3/км². Расовий склад міста: 96,63 % білих, 1,38 % індіанців, 0,24 % азіатів, 0,06 % тихоокеанських остров'ян, 0,42 % інших рас і 1,26 % людей, які зараховують себе до двох або більше рас. Іспанці та латиноамериканці незалежно від раси становили 1,87 % населення.
Із 720 домогосподарств 27,4 % мали дітей віком до 18 років, які жили з батьками; 55,7 % були подружжями, які жили разом; 8,9 % мали господиню без чоловіка, і 31,3 % не були родинами. 28,1 % домогосподарств складалися з однієї особи, у тому числі 15,6 % віком 65 і більше років. У середньому на домогосподарство припадало 2,31 мешканця, а середній розмір родини становив 2,80 особи.
Віковий склад населення: 23,1 % віком до 18 років, 6,9 % від 18 до 24, 25,1 % від 25 до 44, 25,6 % від 45 до 64 і 19,3 % від 65 років і старші. Середній вік жителів — 42 року. Статевий склад населення: 47,1 % — чоловіки і 52,9 % — жінки.
Середній дохід домогосподарств у місті становив $27 757, родин — $34 185. Середній дохід чоловіків становив $31 932 проти $20 000 у жінок. Дохід на душу населення в місті був $15 268. Приблизно 13,5 % родин і 14,8 % населення перебували за межею бідності, включаючи 22,3 % віком до 18 років і 9,4 % від 65 і старших.